# عبد اللطيف محمد
عبد اللطيف منيع (مواليد 8 ديسمبر 1995) هو مصارع مصري، يلعب المصارعة اليونانية الرومانية. تنافس في حدث اليوناني الروماني 130 كجم للرجال في دورة الألعاب الأولمبية الصيفية 2016، حيث تم إقصاؤه من دور 32 من قبل Oleksandr Chernetskyi.

## روابط خارجية
- Abdellatif Mohamed Ahmed Mohamed  على موقع اللجنة الأولمبية الدولية
- Abdellatif Mohamed Ahmed Mohamed at Olympics.com
- عبد اللطيف محمد  على موقع SportsReference  - سبورتس رفرنس